# Rubén Darío (métro de Madrid)
Rubén Darío est une station de la ligne 5 du métro de Madrid, en Espagne.

## Situation
La station est située entre Núñez de Balboa à l'est, en direction de Alameda de Osuna et Alonso Martínez au sud-ouest, en direction de Casa de Campo.
Elle est établie sous l'avenue Eduardo Dato, entre la glorieta de Rubén Darío et le la Castellana, à la jonction des arrondissements de Chamberí et de Salamanca. Elle possède deux voies et deux quais latéraux.

## Dénomination
La station porte le nom de Rubén Darío (1867-1916), poète nicaraguayen.

## Historique
La station est ouverte le 2 mars 1970, lors de la mise en service d'une section de la ligne 5 entre Callao et Ventas,.

## Service des voyageurs

### Accueil
La station possède trois accès équipés d'escaliers, mais sans escalier mécanique ni ascenseur.

### Intermodalité
La station est en correspondance avec les lignes d'autobus n°5, 7, 14, 27, 40, 45, 147, 150, N1, N22 et N24  du réseau EMT.